# Kokarje
Kokarje este o localitate din comuna Nazarje, Slovenia, cu o populație de 185 de locuitori.